# 毛叶翼核果
毛叶翼核果（学名：Ventilago leiocarpa var. pubescens）为鼠李科冀核果属下的一个变种。

## 扩展阅读
- 維基物種上的相關：毛叶翼核果